# Pseudophryne guentheri
Pseudophryne guentheri är en groddjursart som beskrevs av George Albert Boulenger 1882. Pseudophryne guentheri ingår i släktet Pseudophryne och familjen Myobatrachidae. IUCN kategoriserar arten globalt som livskraftig. Inga underarter finns listade i Catalogue of Life.